# Falconius inaequalis
Falconius inaequalis är en insektsart som först beskrevs av Brunner von Wattenwyl 1893.  Falconius inaequalis ingår i släktet Falconius och familjen torngräshoppor. Inga underarter finns listade i Catalogue of Life.